# Liechtenstein nos Jogos Olímpicos de Verão de 2008
Liechtenstein participou dos Jogos Olímpicos de Verão de 2008, em Pequim, na China. O país estreou nos Jogos em 1936 e essa foi sua 15ª participação.

## Desempenho

### Atletismo
Masculino
| Atleta         | Prova    | Elims. | Elims. | Quartas | Quartas | Semifinal | Semifinal | Final   | Final |
| Atleta         | Prova    | Res.   | Pos.   | Res.    | Pos.    | Res.      | Pos.      | Res.    | Pos.  |
| -------------- | -------- | ------ | ------ | ------- | ------- | --------- | --------- | ------- | ----- |
| Marcel Tschopp | Maratona |        |        |         |         |           |           | 2:35:06 | 74    |

### Tiro
Masculino
| Atleta           | Prova               | Qual. | Qual. | Final       | Final       | Pos. |
| Atleta           | Prova               | Res.  | Pos.  | Res.        | Pos.        | Pos. |
| ---------------- | ------------------- | ----- | ----- | ----------- | ----------- | ---- |
| Oliver Geissmann | Carabina de ar 10 m | 588   | 34    | Não avançou | Não avançou | 34   |